# جاك رادفورد
جاك رادفورد هو لاعب كرة القدم الكندية وسياسي كندي، ولد في 4 نوفمبر 1929 بنانيامو إي في كندا، وتوفي في 19 مايو 2003 في نفس البلد. حزبياً، نشط في الحزب الديمقراطي الجديد في كولومبيا البريطانية ‏.